# چوپری
چوپری (انگلیسی: Chupri؛ زادهٔ ۸ اکتبر ۱۹۸۰) بازیکن فوتبال اهل اسپانیا است.
از باشگاه‌هایی که در آن بازی کرده‌است می‌توان به باشگاه فوتبال پومفرادینا اشاره کرد.